# تسوکیگاتا، هوکایدو
تسوکیگاتا، هوکایدو (به لاتین: Tsukigata, Hokkaido) یک منطقهٔ مسکونی در ژاپن است که در Sorachi Subprefecture واقع شده‌است. تسوکیگاتا ۳٬۹۹۰ نفر جمعیت دارد.